# 春休み
春休み（はるやすみ）とは、春季に設けられる休暇の期間。

## 日本の春休み
4月を年度の始まりとみなす日本では年度の境目であり、年度の終了および年度始めの準備期間としての意義がある。

### 学校の春休み
学校等で年度末から年度始めにかけて設けられる春の長期休暇のことである。正式には学年末休業と学年始休業、あるいは2つを合わせて春季休業と呼称するが、一般に春休みと呼ばれている。大学および3学期制の学校では学期間の休みとなる。
この時期になると、多くの百貨店・スーパーマーケット・ホームセンターなどでは、新入学や新生活のためのキャンペーンが設けられ、主に学用品（入学服・ランドセル・学習机など）や、一人暮らしに必要とされる家具、電気製品などの生活用品を買い求める姿が多く見られる。また、企業の年度替りの事情から大規模な人事異動が行われることが多く、引越しの需要が多い時期でもある。なお、引越しなどをしない者にとっては文字通りの春季の休業となり、この時期に「春」という季節を十分に味わうことができる。
なお、学校における春季休業であるだけに、一部を除いた大多数の社会人（職業人）には与えられておらず、むしろ年度末・年度始めで普段より忙しいことも少なくない（学校の教職員も同様に勤務日である）。このライフスタイルの違いゆえに、成人後の多くの人にとって、学校における春休みの存在感や自身の学校時代の春休みの記憶は、夏休みや冬休みのそれに比べて希薄な傾向にある。

### 春休み中のイベント等
- 学校におけるもの
  - 部活動の送別会など - 卒業式から数日後に行なわれることが多い。
  - 春休み中に登校日を設け（卒業年生を含む）、教職員の離任式や入学式の準備もしくは式自体を行う地域も見られる。特に3月28日・3月29日に集中する。
- 進学先の学校での入学説明会
- 学習塾や予備校の春季講習
- 新入社員研修（入社前研修） - セブン&アイ・ホールディングスなどのように、3月に前倒しで入社式を行なう企業もある。
- お花見
- 卒業旅行
- 堤防・花壇などで春の草花を見て楽しむ
- 人事異動を受けた家族の転勤などに伴う引越しおよび自身の転校
- 進路決定や在籍校の卒業等に伴う自身の引越しなど
- 選抜高校野球・プロ野球の開幕戦などのスポーツ大会

## 欧米の春休み
アメリカ合衆国やカナダなどでは「スプリング・ブレイク、英: Spring break」と呼ばれる同時期の休暇がとられることがある。アメリカでは通常一週間程度と短い。アメリカやカナダの学校年度（Academic Year)は夏休み明けの秋から新年度となり翌年の初夏に終わるため、スプリング・ブレイクは一般的な二学期制の場合後期（春学期）の半ばにおかれる。
一般的にアメリカ、イギリス、フランス、カナダ、ドイツ、イタリアなどでは、4月は復活祭（イースター）の時期に当たるため、イースター休暇がとられることが多い。イースターホリデー（Easter holiday）やイースターバケーション（Easter vacation）と呼ばれることもある。スペインでは3月から4月にかけてイースターを含む週にセマーナ・サンタ（聖週間）と呼ばれる連休が設定されることがある。イースター休暇は国により異なり、ポーランドでは長期休暇がとられるのに対し、チェコではイースターの翌日の月曜日のみが休日であることからバカンスと関連づける人は少ない。また、ルーマニアではイースターの休暇には、黒海沿岸の行楽地はまだ寒いことから山へ行く人が多い。
アメリカの大学などでは春休みやイースター休みなどには大学寮などの施設が閉まる場合がある。
なお、フランスやドイツでは渋滞や混雑の緩和を目的として、春休みや冬休みについて休暇の分散化の取り組みが行われている。この休業分散化の取り組みは、交通渋滞や混雑緩和による移動時間の短縮だけでなく、ピーク需要の平準化による旅行料金の低廉化、環境負荷の軽減、インフラの効率化、観光地における雇用の安定化、生産性の向上などの目的もある。

### フランス
フランスでは全土を「ゾーンA」「ゾーンB」「ゾーンC」の三つに分けて、冬休みや春休みを1週間ずつずらしてとる休業分散化が行われている。
例えば、2010年の学校休業日の分散化では、ゾーンAの地域（カン、クレルモン･フェラン、グルノーブル、リヨン、モンペリエ、ナンシ－メッツ、ナント、レンヌ、トゥールーズ）では4月10日から4月26日、ゾーンBの地域（エクス－マルセイユ、アミアン、ブザンソン、ディジョン、リール、リモージュ、ニース、オルレアン－トゥール、ポワティエ、ランス、ルーアン、ストラスブール）では4月3日から4月19日、ゾーンCの地域（ボルドー、クレテイユ、パリ、ヴェルサイユ）では4月17日から5月3日に春休みが設定された。
なお、フランスの学校休業日の分散化は、休業時期が毎年同じにならないように、ゾーンごとに毎年入れ替わり変動する仕組みになっている。

### ドイツ
ドイツでも春休みの休業分散化が行われている。ドイツの学校休業日の分散化は州ごとに行われている。

### カナダ
カナダでは3月の中旬から下旬にかけてマーチブレイクと称する休暇が取られることがある。

### ロシア
ロシアでは3月下旬から4月にかけて春休みが取られることがある。

## 春休みを題材にした主な作品
- 児童文学
  - 宗田理『春休み少年探偵団』角川書店　1988年
- コミック
  - 龍本みお『ヒミツの春休み』宙出版
- 音楽
  - 松任谷由実「最後の春休み」
  - 水谷麻里「春休み」